# پاپن وورت
پاپن وورت (به هلندی: Papenvoort) یک منطقهٔ مسکونی در هلند است که در آ ان هونزه واقع شده‌است. پاپن وورت ۴۸ نفر جمعیت دارد.